# Опасный квартал
«Опасный квартал» (англ. The Son of No One — «Ничей сын») — американский остросюжетный боевик режиссёра Дито Монтиеля. Фильм закрывал 27-й кинофестиваль «Сандэнс» 30 января 2011 года. Мировая премьера состоялась 9 июля 2011 года, в России — 20 октября.

## Сюжет
Джон знает этот опасный район как свои пять пальцев. И как у каждого парня, который вырос в этих кварталах, у Джона тоже есть свои тайны. Теперь он — уважаемый полицейский, примерный семьянин. Но жизнь начинает рушиться на глазах, когда всплывает убийство 16-летней давности, которое Джон хотел бы забыть.

## В ролях
| Актёр          | Роль                                             |
| -------------- | ------------------------------------------------ |
| Ченнинг Татум  | Джонатан Уайт                                    |
| Аль Пачино     | детектив Чарльз Стэнфорд напарник отца Джонатана |
| Жюльет Бинош   | Лорен Бриджес журналистка                        |
| Рэй Лиотта     | капитан Марион Матерс                            |
| Джеймс Рэнсон  | Томас Пруденти напарник Джонатана                |
| Кэти Холмс     | Керри Уайт жена Джонатана                        |
| Трейси Морган  | Винсент Картер / Винни друг детства Джонатана    |
| Джейк Черри    | юный Джонатан Уайт / Милк                        |
| Брайан Гилберт | юный Винсент Картер / Винни                      |

## Съёмки
Съёмки фильма проходили с февраля по апрель 2010 года в Куинсе, Нью-Йорк.